# クリスチアン・ホベルト・アウヴェス・カルドーゾ
クリスチアン・ホベルト・アウヴェス・カルドーゾ（ポルトガル語: Christian Roberto Alves Cardoso、2000年12月19日 - ）は、ブラジル・サンパウロ州ジュンジアイ出身のサッカー選手。ポジションはMF。

## クラブ歴
アトレチコ・パラナエンセの下部組織出身でトップチームに昇格した。2019年1月23日のカンピオナート・パラナエンセでアレックス・ナギブに代わって途中出場し選手初出場を記録した。
同年4月にカンピオナート・ブラジレイロ・セリエCのECジュベントゥージに期限付き移籍し、8月にアトレチコ・パラナエンセに復帰した。
翌2020年8月9日のカンピオナート・ブラジレイロ・セリエAでフェルナンド・カネシンに代わって途中出場し全国選手権1部初出場を記録した。